# 골굴사
골굴사(骨窟寺)는 경주시의 함월산에 위치한 사찰로서, 선무도(禪武道)의 총본산이다. 「한국의 소림사」라는 별명이 있다.

## 역사

### 해동제일 지장보살 영험성지
약 1,500여 년 전 인도에서 온 광유 선인 일행이 경주 함월산에 정착하면서 골굴사와 기림사를 창건했다고 한다. 이 중에서 골굴사는 광유스님 일행이 인도의 석굴 사원을 본떠서 석굴사원 형태로 조성한 국내에서 가장 오래 된 석굴사원이다.
조선 중기 겸재 정선의 그림으로 볼 때 골굴사는 여러 석굴들 앞에 목조 전실을 만들고 여기에 기와를 얹은 형태이다. 조선 중후기에 화재로 소실된 상태로 방치되었다가 지금으로부터 약 70여 년 전 경주에 사는 박씨 일가가 상주하면서 다시 사찰로 만들었고, 1989년에 한 개인에게 매매되어 넘어간 상태였던 것을 당시 기림사 주지였던 설적운 스님이 매입해서 지금은 대한불교조계종 제11교구본사 불국사의 말사로 등록되었다.
주불인 마애여래좌상(보물 제581호)이 문무대왕의 수중릉을 바라보는 방향으로 조성되어 있으며, 이를 중심으로 주변에 관음굴, 지장굴, 약사굴, 나한굴, 신중단, 칠성단, 산신당 등의 굴법당과 더불어 남근바위, 여궁 등의 민간 전례신앙의 흔적까지 있어 한국적인 석굴사원의 특징을 보여주고 있다.
근래에 이르러 골굴사에는 불가의 전통 수행법인 선무도 수련원이 개설되어 내국인은 물론 수많은 외국인들이 전통의 불교무예를 배우는 도량으로 자리 잡았다.

### 골굴사의 문화유산과 주변 명소
골굴사 마애여래좌상은 9세기 통일신라시대에 조성되었다. 응회암 재질의 암벽에 조성된 불상으로 골굴사의 주불이라 할 수 있다. 동해를 바라보게 조성된 이 불상은 온화한 미소를 머금은 상호에 화려한 연꽃과 불꽃이 조화를 이룬 광배가 바라보는 사람들 마음까지 편안하게 한다.
골굴사에서 10킬로미터쯤 떨어진 바닷가에는 감은사지와 문무대왕릉이 있다. 골굴사 마애불이 바라보는 남동쪽 방향에 놓인 감은사지에는 신라탑의 원형을 이루는 감은사지 3층 석탑(국보 제112호)이 쌍탑으로 서 있다. 우리나라 석탑 가운데 13.4미터에 달하는 규모도 놀랍지만 정밀하게 균형감을 이룬 형태미도 다른 어느 석탑에 비해 빠지지 않아 한국 석탑의 규범을 이룬다는 평가를 받고 있다.
감은사지에서 남동쪽 바다 가운데 솟은 바위섬이 바로 문무대왕릉이다. 죽어서도 침입하는 왜구를 막으려 했던 문무왕의 유골이 묻힌 수중릉으로 둘레 200m의 바위섬에 동서와 남북으로 십자 모양의 물길을 깎고 가운데 작은 연못처럼 파인 모양이다.
골굴사에 석굴사원이 조성되고 지금은 불교 고유의 무술인 선무도가 전승되는 도량으로 자리 잡는 데에 있어 같은 축선 상에 놓인 감은사와 대왕릉은 서로 밀접한 연관이 있는 것이 아닌가 추측하게 된다.

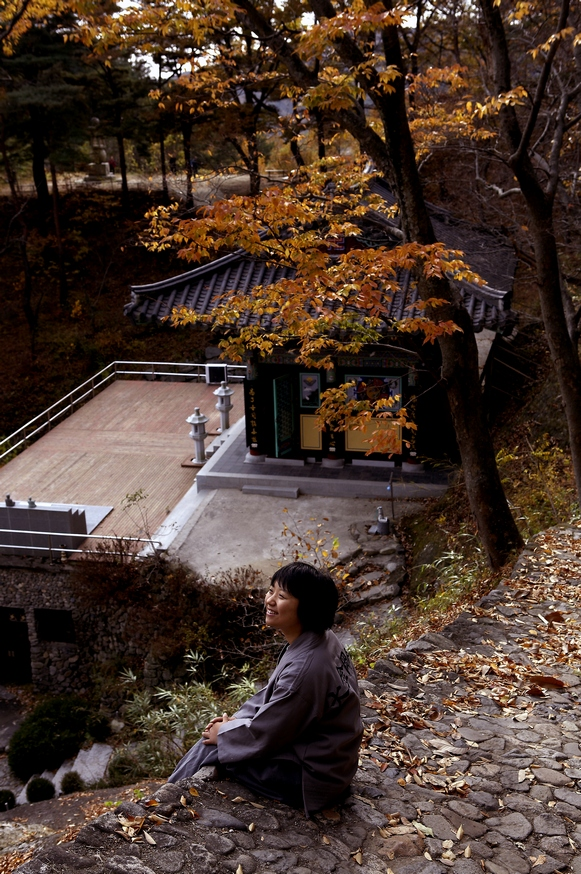
골굴사 풍경

## 선무도

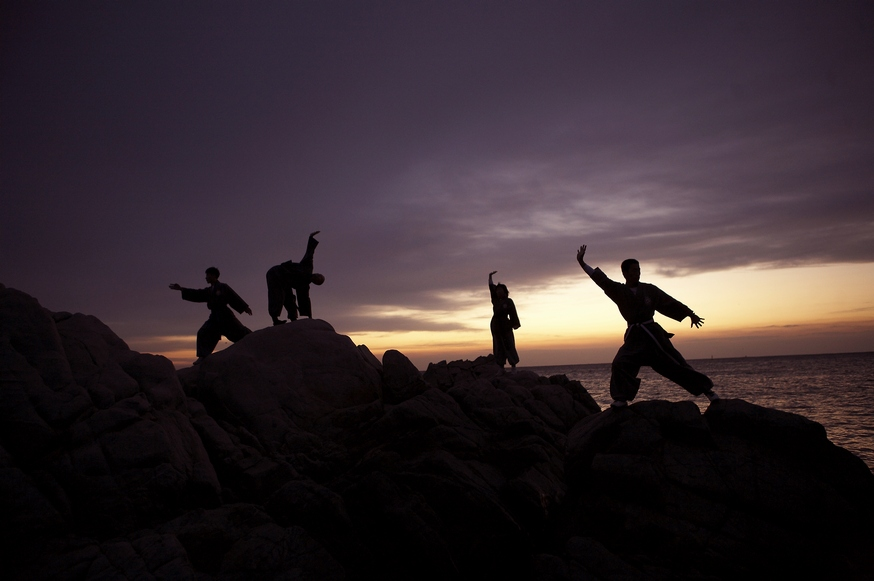
골굴사 선무도 수련모습

소림사의 승려들이 소림권(쿵푸)를 연마하는 것처럼 골굴사의 승려들도 선무도를 연마한다.

## 체험 및 시설

### 템플스테이
골굴사에서는 내·외국인을 위한 다양한 템플스테이 프로그램을 운영하고 있다.
- 골굴사 템플스테이 프로그램

## 역대 주지
- 적운 스님 - 선무도 창시자 부산 범어사의 故 양익 스님의 제자로, 현재 선무도를 보급하고 있다.

## 같이 보기
- 한국의 사찰